# Collegiata di Sant'Andrea
La collegiata di Sant'Andrea è la chiesa madre di Empoli, in provincia di Firenze, nel territorio dell'arcidiocesi di Firenze.
La chiesa è stato l'elemento attorno a cui è sorto il castrum Impoli, a partire dal 1119.

## Storia
Nel XVIII secolo gli eruditi del tempo attestarono l'esistenza di documenti che dimostrerebbero che la pieve sia stata fondata alla metà del V secolo e che dal X secolo fosse dipendente della diocesi fiorentina anche se la prima testimonianza sicura si trova in una bolla inviata da papa Niccolò II all'allora pievano Martino l'11 novembre 1059 e con la quale conferì il potere di ricevere tributi e rendite fondiarie all'allora già esistente capitolo dei canonici per difenderli dalle ingerenze dei conti Guidi, signori della zona. Sempre da quel documento sappiamo che la pieve apparteneva alla diocesi di Firenze di cui costituiva uno dei plebati posti al confine col le diocesi di Lucca e Pistoia.

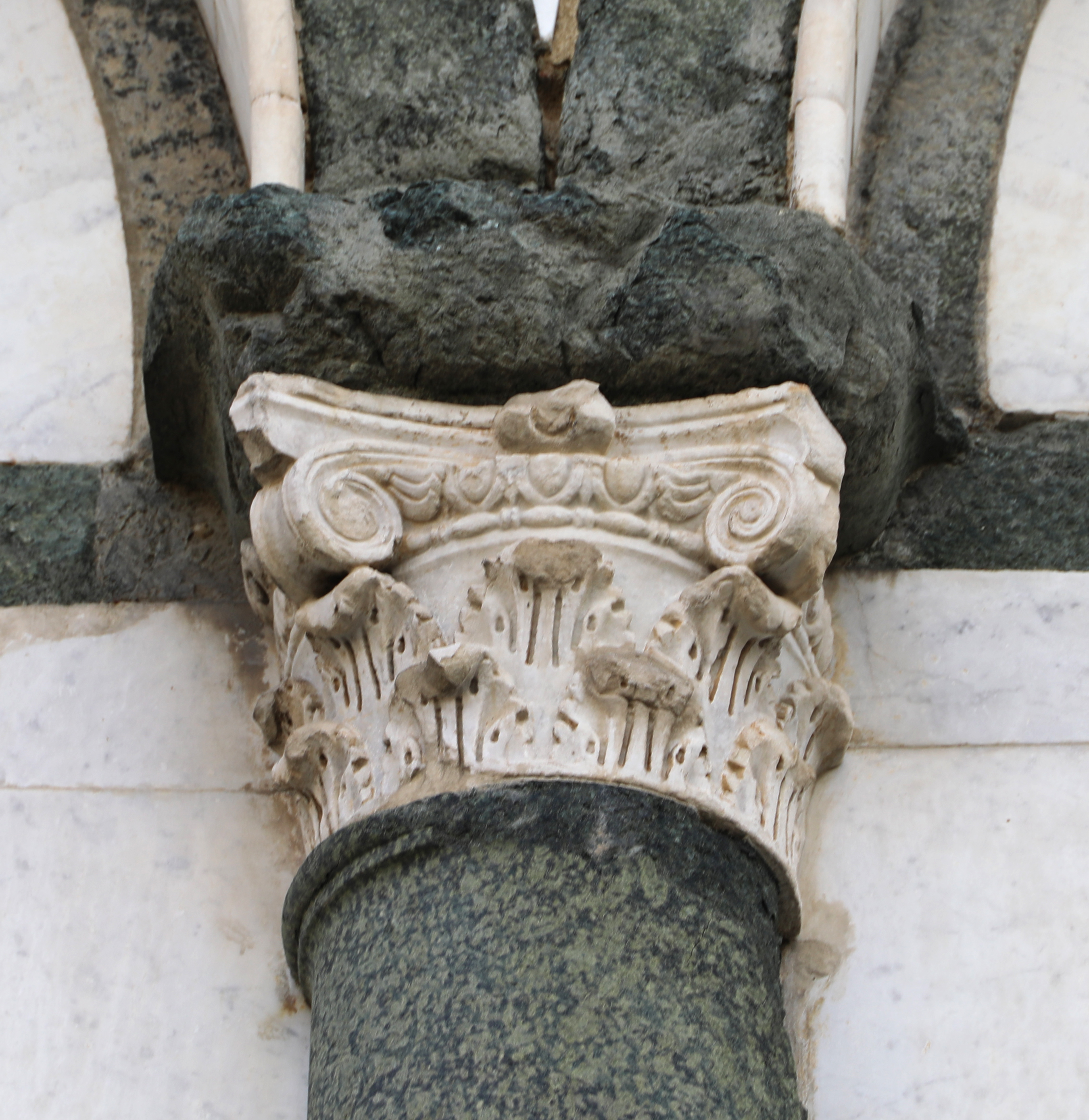
Capitello in stile classico dell'XI secolo

I documenti del XII secolo informano che oltre alla chiesa faceva parte del complesso plebano anche un battistero posto nei pressi e dedicato a san Giovanni Battista. Tra i documento di quel secolo il più importante è quello redatto nel dicembre 1119 a Pistoia dalla contessa Emilia moglie di Guido Guerra; nel documento si afferma che Imilia comitissa concesse al pievano Rolando custodem et prepositum Plebis S.Andreae de Impori e a tutti gli abitanti del plebato il diritto di edificare intorno alla pieve le loro case e di poterle circondare di mura difensive. Questo è il documento di fondazione di Empoli e si integra con un privilegio vescovile del 12 agosto 1117 col quale di dava al capitolo di Sant'Andrea il potere di inibire l'edificazione di qualsiasi edificio religioso all'interno del piviere.
Con il rapido sviluppo del nuovo centro cambiò anche il ruolo della chiesa che non era più solo una semplice pieve di campagna, bensì una ecclesia castrense che alla fine del XII secolo aveva ben 30 chiese suffraganee. Dell'edificio ecclesiastico allora esistente non resta che la parte inferiore della facciata: infatti già nel 1389 il pievano Pietro di Ugucciozzo de' Ricci, con il concorso del Comune e di alcune famiglie empolesi, avviò una profonda ristrutturazione in senso gotico della chiesa. La chiesa fu allungata fino alle dimensioni attuali, la navata centrale fu ampliata e vennero costruite le cappelle laterali ed il transetto. I lavori dovrebbero essersi conclusi già nel 1397.
Nel 1443 venne fondata l'Opera di Sant'Andrea che era l'organismo preposto ai lavori di restauro della fabbrica e all'acquisto e al mantenimento degli arredi sacri. Nel XV secolo grazie alla munificenza della famiglia Giachini venne costruito un corridoio per unire la chiesa al battistero e un chiostro che è ancora esistente. Nel 1531 la chiesa venne promossa e da pieve assunse il titolo di Collegiata. Nel XVII secolo l'edificio del battistero venne ingrandito.
Negli anni trenta del XVIII secolo la chiesa appariva inadeguata al ruolo che doveva ricoprire e oltretutto era in uno stato conservativo abbastanza degradato. Perciò l'Opera di Sant'Andrea decise di fare dei lavori di ammodernamento e l'incarico fu dato all'architetto Ferdinando Ruggeri che il 24 agosto 1735 presentò il suo progetto subito accettato e si stabilì che essendo d'universale satifazione de popoli l'ultimo disegno del medesimo fatto di ridurre detta chiesa ad una sola navata si dovesse stanziare una somma di 1379 scudi per i lavori. I lavori consisterono nella soppressione di due file di navate, nel rialzare la chiesa con conseguente rifacimento del tetto e di realizzare una decorazione interna a pietrame. Si intervenne anche sulla facciata con il rifacimento della parte superiore su progetto di Carlo del Re accettato dall'Opera il 17 febbraio 1802; i lavori in facciata il 23 gennaio 1803 erano compiuti. Tra i lavori realizzato all'inizio dell'Ottocento c'è anche la statua in stucco del Martirio di Sant'Andrea che fu posta al centro della facciata.
Nel 1912 si fece una campagna di restauri diretti da Giuseppe Castellucci che portarono alla rimozione della statua in facciata sostituita dall'odierna finestra. La chiesa fu enormemente danneggiata nel luglio 1944 quando la torre campanaria fu minata e fatta saltare; nel crollo rimasero distrutti quasi tutto il soffitto e i locali meridionali del complesso. Nel dopoguerra tutto è stato restaurato.

## Descrizione

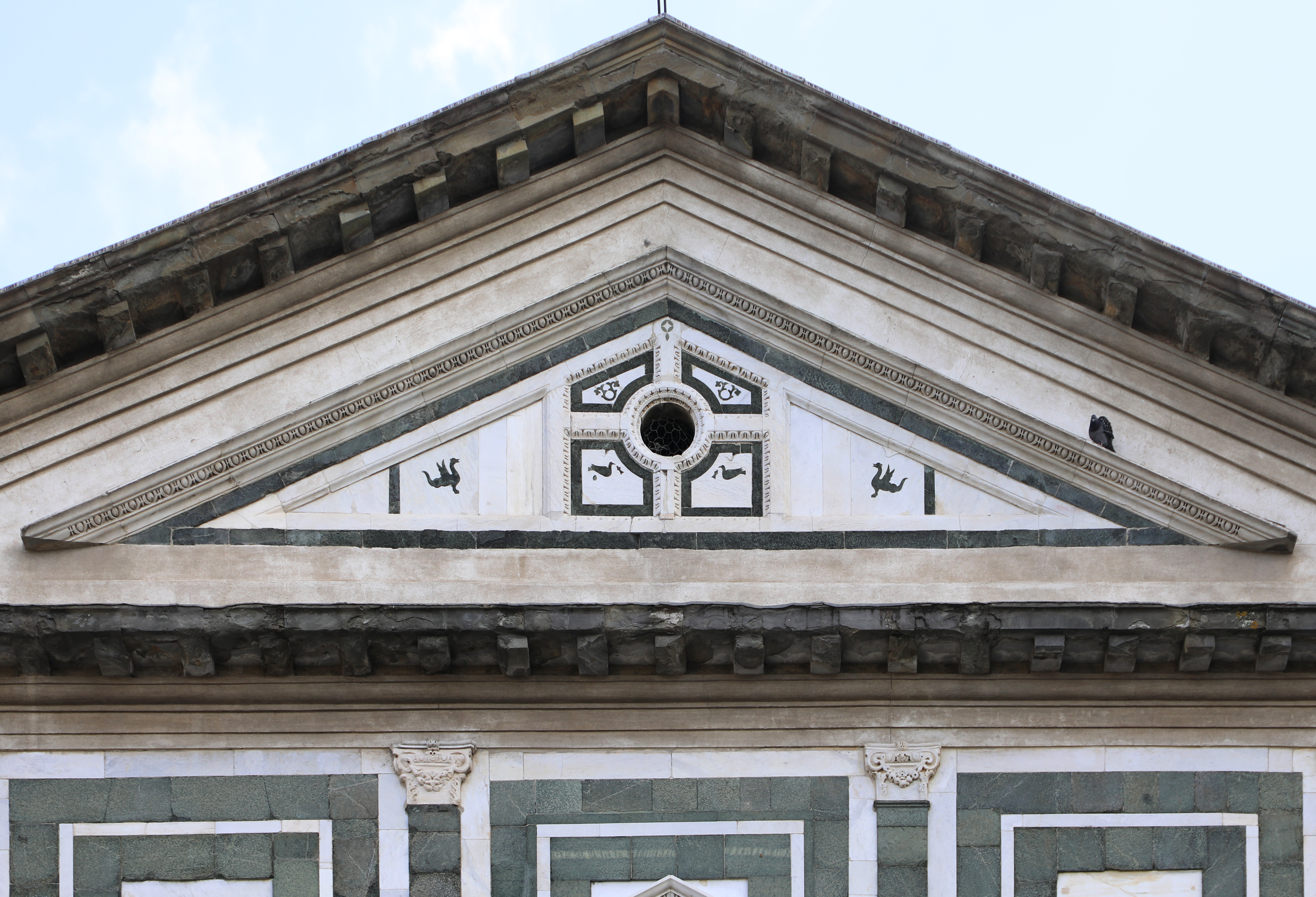
Il timpano neoromanico del 1736

La chiesa è ad una sola navata e dell'antico edificio romanico rimangono solo la parte inferiore della facciata, una parte della parete del battistero e la base della torre campanaria.

### Esterno
Tutta l'attenzione degli storici e della critica si è concentrata sulla facciata che rientra in quel ristretto filone definito "romanico fiorentino" consistente in una serie di intarsi geometrici o fitomorfi di serpentino verde del Monte Ferrato sul marmo bianco di Carrara; altri esempi di questo stile sono il Battistero di Firenze, la Basilica di San Miniato al Monte, la facciata della Chiesa di San Salvatore al Vescovo e la parte inferiore della facciata della Badia Fiesolana.

#### Facciata

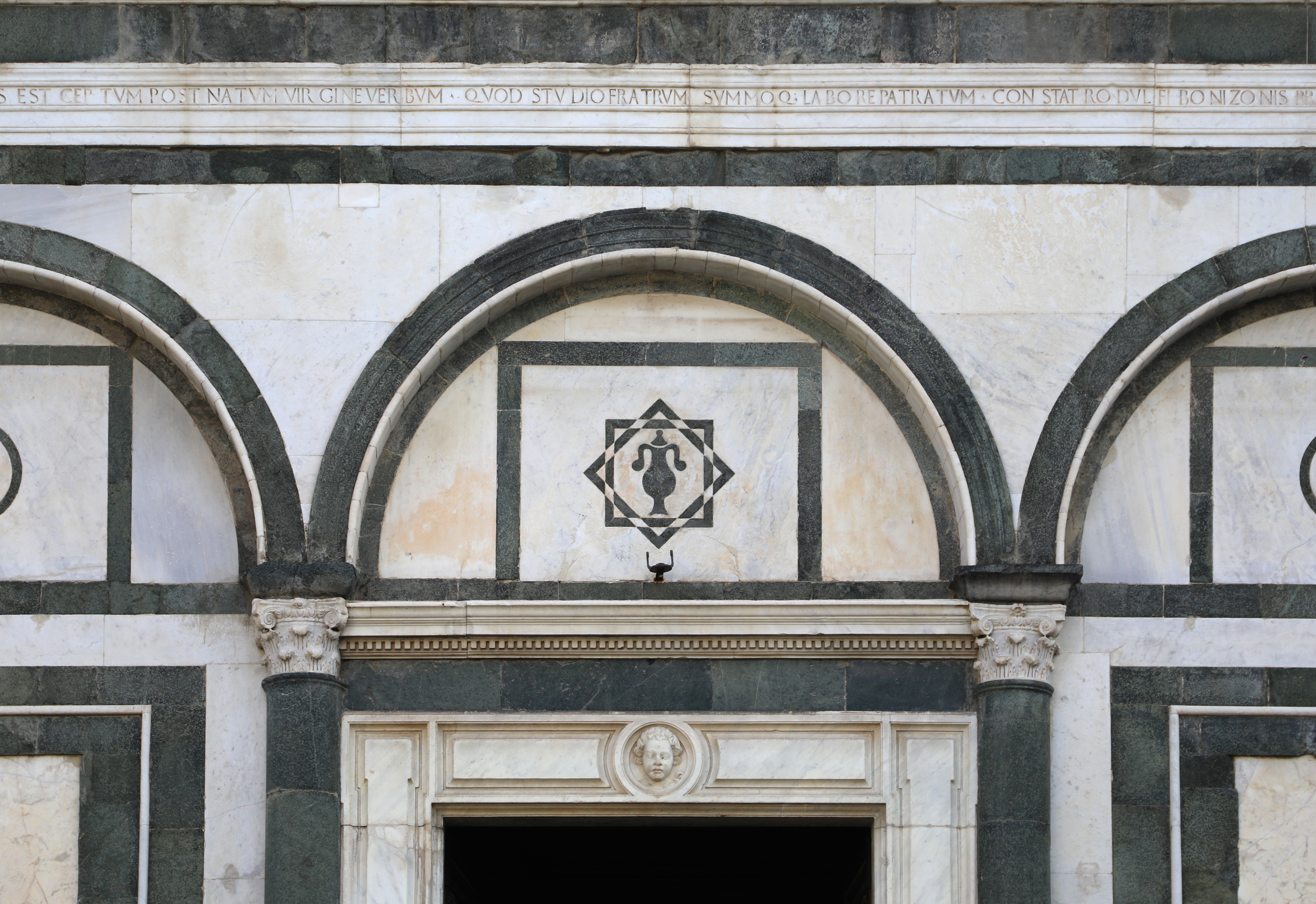
Parte centrale degli intarsi del 1093 circa

L'ordine inferiore è costituito da cinque arcate cieche. Le quattro che affiancano la centrale presentano delle specchiature di marmo bianco caratterizzato dalla presenza di numerose venature. I restauri fatti nel corso del Novecento hanno dimostrato che queste lastre hanno uno spessore notevole (7- 8 centimetri) tanto da assumere un vero e proprio ruolo strutturale; gran parte dell'ordine inferiore è originale di epoca romanica ad eccezione delle lesene in marmo ricomposte nel 1802, del portale realizzato nel 1545 da Battista di Donato Benti e dallo zoccolo verde fatto nel 1912.
Tra l'ordine inferiore e il superiore è posta un'iscrizione fondamentale per datare cronologicamente non solo questa facciata ma anche il "romanico fiorentino". Tale iscrizione corre lungo tutta la facciata e recita:
la data che se ne ricava è il 1093; resta il dubbio dato dal termine OPVS che non si sa se si riferisca alla facciata marmorea o al completamento della chiesa.
L'ordine superiore è scandito da piatte lesene su capitelli classici e presenta alcune lastre simili a quelle poste più in basso. All'interno di ogni specchiatura sono riquadri e disegni geometrici realizzati in serpentino. Notevole il piccolo timpano in marmo che è simile ad alcune suppellettili poste in pievi mugellane e databile alla metà del XII secolo.

#### Il campanile
Il campanile con rivestimento in cotto è posteriore rispetto alla prima fase romanica dell'edificio di culto. Fu pesantemente danneggiato durante l'assedio degli spagnoli nel 1530 e con i restauri che ne seguirono il campanile ebbe finalmente il suo completamento nel 1619. Durante la seconda guerra mondiale fu minato e distrutto dai tedeschi: quello che ammiriamo oggi è infatti una ricostruzione operata nel secondo dopoguerra. Al suo interno sono conservate cinque campane in Re3, risalenti al settecento.

### Interno

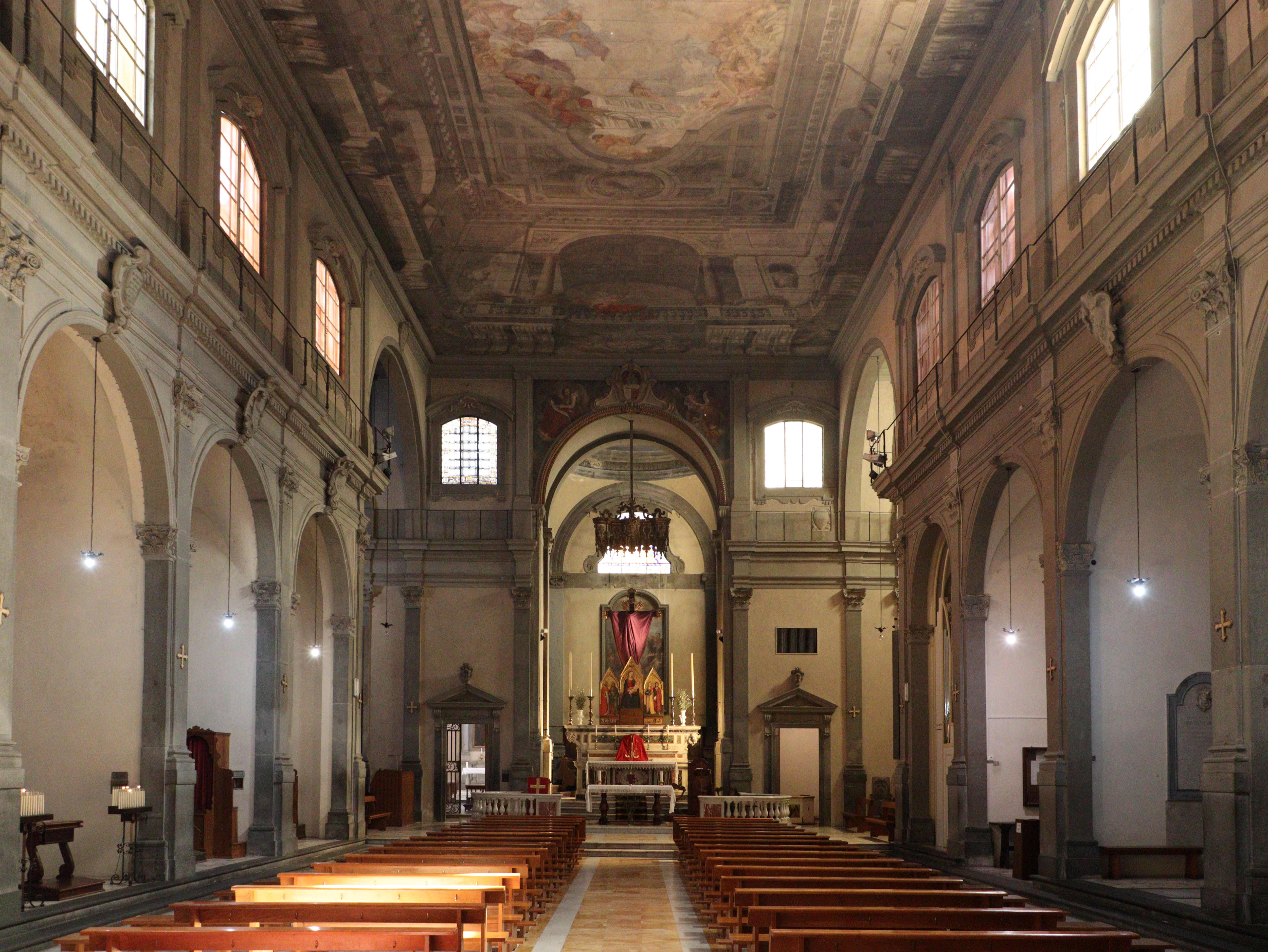
Interno

L'interno appare nella veste conferitagli dopo la ricostruzione a seguito dei danni bellici ed è la fedele riproduzione del rifacimento progetta da Ferdinando Ruggeri. La struttura è a pianta a croce latina, con un'ampia navata unica con cinque cappelle per lato, profondo transetto ed abside a pianta quadrangolare coperta con cupola.
Prima della guerra il soffitto della navata era decorato con la Gloria di Sant'Andrea opera di Vincenzo Meucci e Giuseppe del Moro del 1761-1763, quest'opera è andata completamente distrutta e fu completamente ridipinta ad affresco dai pittori empolesi Virgilio Carmignani e Sineo Gemignani nel primo dopoguerra. Nella controfacciata si conserva, della chiesa più antica, un affresco raffigurante il Redentore opera di Raffaello Botticini.
Nella fiancata destra nella prima cappella è collocato un Crocifisso ligneo di un seguace di Giovanni Pisano, forse Lupo di Francesco, databile entro il primo quarto del Trecento ma documentato dal 1340 quale proprietà della Compagnia di Sant'Andrea in quell'anno fondata. Il simulacro fu considerato miracoloso in quanto, portato in processione dalla Compagnia del Crocifisso appositamente costituita, avrebbe prima fatto fiorire un mandorlo secco e poi fatto cessare l'epidemia di peste che sconvolse Empoli nel 1399. Poco dopo fu quindi collocato nella cappella dell'allora pieve che prese il nome dal manufatto, posto al centro del polittico di Niccolò di Pietro Gerini di cui rimangono diverse tavole oggi nell'adiacente Museo della Collegiata. Al di sotto di esso era una grande predella più larga del polittico, di un più modesto anonimo pittore ed aggiunta successivamente. Sul soffitto della cappella un ciclo realizzato nella seconda metà dell'Ottocento da Ferdinando Folchi, che rappresenta la Gloria dei simboli della Passione.
Nella seconda cappella di destra si trova un affresco staccato attribuito a Maestro Francesco e raffigurante il Martirio di Santa Lucia. Questa era la cappella dove era collocata dal 1451 una scultura lignea della Maddalena intagliata da Romualdo da Candeli e dipinta da Neri di Bicci, forse affiancata dalle due tavole nel Museo della Collegiata con San Girolamo e San Sebastiano, opere di Raffaello Botticini (1500).
 

L'ultima cappella, già dedicata a Sant'Ivo di Bretagna, conservava un trittico smembrato dipinta da Scolaio di Giovanni (ex Maestro di Borgo alla Collina) nel 1424, di cui i laterali con Sant'Ivo e Lazzaro e con Giovanni Battista e Antonio abate sono oggi nel Museo della Collegiata.

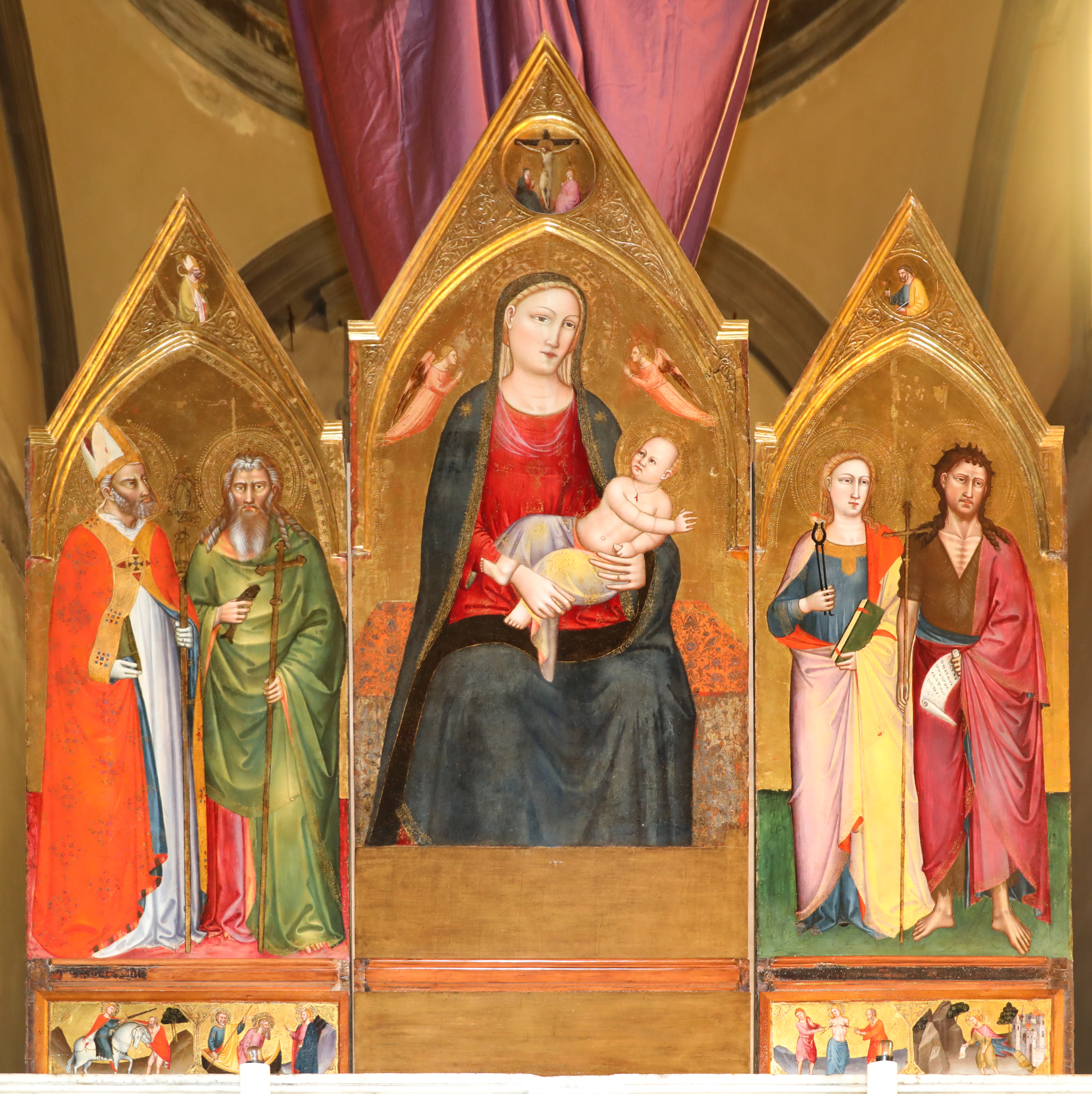
Trittico dell'altare maggiore

Il presbiterio si protrae al di fuori dell'abside nella parte terminale della navata ed è delimitato da una balaustra marmorea che forma due semicerchi. Nella parte anteriore, è allestito il presbiterio conciliare, con arredi mobili in legno. Nell'abside, invece, rialzato di alcuni gradini, vi è l'altare maggiore barocco in marmi policromi e presenta al centro il tabernacolo. Precedentemente all'attuale altare barocco, vi era l'Altare del Santissimo Sacramento realizzato da Francesco Botticini tra 1483 e 1491 e completato dal figlio Raffaello nel 1504, corredato ai lati da tavole con Sant’Andrea e San Giovanni Battista e al di sotto della predella, oggi nel Museo della Collegiata. Al di sopra dell'attuale altare si trova il trittico opera di Lorenzo di Bicci e di Bicci di Lorenzo, databile tra gli ultimi anni del Trecento e l'inizio del Quattrocento e che raffigura la Madonna col Bambino tra i Santi Martino, Andrea, Agata e Giovanni Battista. Al di sopra di esso è un Crocifisso ligneo scolpito barocco.
Da una porta sulla sinistra si entra in due oratori: il primo, del Corpus Domini, mostra all'altare una Ultima Cena di Egisto Feroni, copia di un originale del Cigoli che era nel museo annesso ed è andato distrutto durante i bombardamenti del 1944, mentre nella cupola è un dipinto di Ferdinando Folchi con le tre Virtù. Il secondo oratorio, della Compagnia di San Lorenzo, annesso alla sacrestia, conserva all'altare una tela con il Martirio di San Lorenzo di Ottavio Vannini e vi è la tavola con il San Lorenzo in gloria dipinto da Girolamo Macchietti nel 1577 per l'altare della Compagnia e gravemente danneggiato anch'esso durante l'ultima guerra.
Nel transetto sinistro si trova all'altare la statua della Madonna opera della bottega di Benedetto e Buglioni e al pilastro destro la tela raffigurante San Giuseppe, opera dell'Empoli. Sulla parete fondale dell'abside Ferdinando Folchi dipinse il Martirio di Sant'Andrea.
Nella navata sinistra è presente anche una tela con la Madonna col Bambino in gloria con San Leonardo e Santa Caterina d'Alessandria attribuita a Tommaso Gorini (metà del XVII secolo circa).
La seconda cappella sinistra dell'antica chiesa, più o meno corrispondente a quella odierna, era adornata dal monumentale Altare di San Sebastiano con al centro la statua di San Sebastiano di Antonio Rossellino e, ai lati, i pannelli dipinti con Angeli adoranti di Francesco Botticini, realizzato tra 1477 e 1480 circa. L'insieme di scultura al centro e pittura nei laterali era ispirato al polittico del Crocifisso con i laterali del Gerini che era presente nella cappella di fronte.

#### Organo a canne

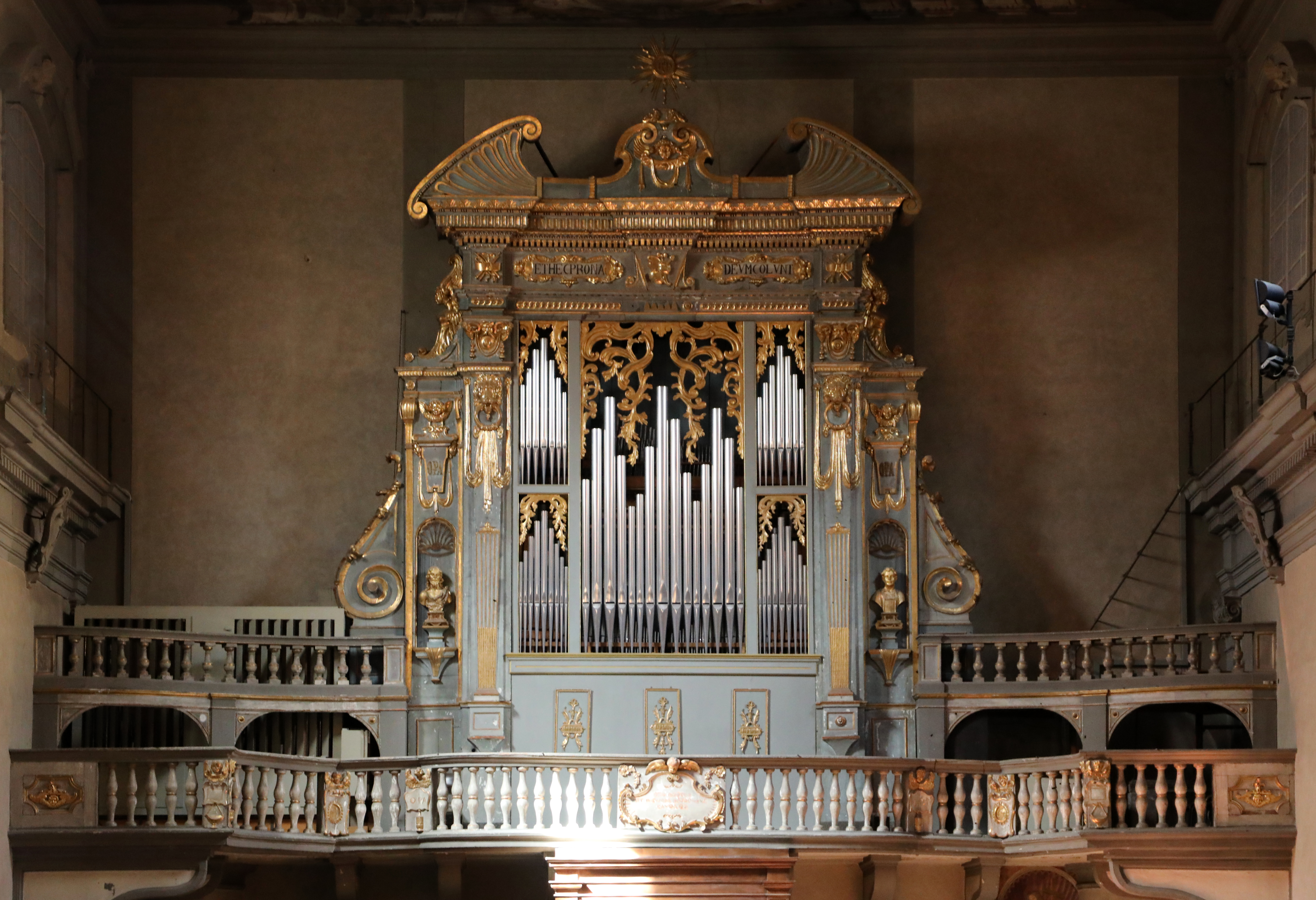
Il corpo maggiore dell'organo a canne

Il primo organo a canne della collegiata venne costruito nel 1451 da Matteo da Prato e restaurato nel 1572 da Onofrio Zeffirini e ricostruito nel 1593 da Giovanni Battista Contini; esso era alloggiato all'interno di una cassa opera di Jacopo di Castelfiorentino (per gli intagli) e di Giovanni di Pandolfo e Girolamo Giovialli (per le dorature). Andò completamente distrutto durante la seconda guerra mondiale.
Lo strumento attuale venne realizzato nel 1964 dalla ditta Bevilacqua per la basilica di San Miniato al Monte in Firenze. Nel 1971 fu alienato ed acquistato dall'allora Proposto di Empoli Mons. Giovanni Cavini ed installato nella collegiata di Empoli dalla ditta organaria Chichi che lo ha ricostruito ed ampliato nel 2004. Nella ricostruzione effettuata è stata ricostruita anche la facciata con nuove paraste e fregi in stile, donando alla imponente cassa il completamento mancante dai tempi del bombardamento subito dalla Collegiata durante il secondo conflitto mondiale. Lo strumento è a trasmissione elettronica e la sua consolle è mobile indipendente, collocata nel braccio sinistro del transetto; essa ha tre tastiere di 61 note ciascuna ed una pedaliera concavo-radiale di 32 note. Il materiale fonico è dislocato in due corpi distinti: il Positivo (prima tastiera) si trova nella quinta cappella laterale di sinistra, mentre il Grand'Organo e l'Espressivo (rispettivamente seconda e terza tastiera) e il Pedale si trovano sulla cantoria in controfacciata.
Nella cappella del Santissimo Sacramento vi è un organo positivo del XVIII secolo.

## Altre opere già presenti in chiesa
Per la cappella della Compagnia di san Lorenzo Francesco di Valdambrino aveva scolpito, nei primi anni del Quattrocento, una statua lignea di San Lorenzo di moderno naturalismo. forse su commissione di Giovanni di Piero Bitteri di Francia, cappellano onorario di papa Bonifacio IX e rettore della cappella di San Lorenzo agli inizi del Quattrocento.
Per la cappella di San Leonardo dell'antica chiesa, Bicci di Lorenzo aveva dipinto tra 1423 e 1426 un trittico, commissionato dall'Ospedale di Santa Maria Nuova ma per legato di Simone Guiducci da Spicchio, di cui restano la tavola centrale con la Madonna col Bambino in trono e il laterale destro con San Matteo (?) e San Leonardo, oggi nel Museo della Collegiata.

## Il museo
Attigua alla collegiata era la piccola chiesa di San Giovanni Battista, poi trasformata nel 1464 in un battistero collegandola tramite un corridoio alla collegiata. In questi locali e in altri ambienti attigui è allestito il Museo della Collegiata di Sant'Andrea, all'interno del quale sono esposte opere provenienti son soltanto dalla stessa collegiata, ma anche dalle altre chiese del territorio e da alcune collezioni private cittadine. Fra le opere più importanti, vi sono una Madonna col Bambino, scultura in marmo del 1280, di Giovanni Pisano, l'affresco Cristo in pietà (1424) del Masolino, alcune tavole di Lorenzo di Bicci e la Madonna in trono tra angeli e i santi Michele, Bartolomeo e Alberto (1430) di Filippo Lippi.

## Piviere di Sant'Andrea
- San Donnino, fra Empoli nuovo e vecchio, (annessa al capitolo d'Empoli nel 1473);
- San Lorenzo a Empoli vecchio, (scomparsa);
- Santa Lucia in Cittadella (esistita fra Empoli e Ripa);
- Santa Maria in Castello, (esistente sotto nome santa Maria a Ripa);
- San Donato a Empoli vecchio, (annesso a S. Maria a Ripa);
- S. Mamante a Empoli vecchio, (annesso nel 1442 alla seguente);
- San Michele a Empoli vecchio, (aggregato nel 1787 a S. Maria a Ripa);
- Santo Stefano a Cassiana, (da lungo tempo distrutta);
- San Cristofano a Strada, (unita a Corte Nuova);
- San Jacopo d'Avane, esistente;
- San Pietro presso il fiume Arno, ora detto a Riottoli, esistente;
- San Martino a Vitiana (unita alla seguente nel 1783);
- Santa Cristina a Pagnana canina, esistente;
- San Leonardo a Cerbajola, esistente;
- Santi Simone e Giuda a Corniola, esistente;
- Santi Ippolito e Cassiano a Valle oltr'Arno (annessa nel 1459 a Santa Maria a Petrojo);

- San Giusto a Petrojo (cappella unita nel 1754 alla pieve d'Empoli);
- San Ruffino in Padule (distrutta, era situata presso la clausura della chiesa di San Giovanni Battista de' Cappuccini);
- San Jacopo a Bagnolo, (annessa a San Donato in Val di Botte);
- San Frediano in Val di Botte, (unita alla seguente);
- San Donato in Val di Botte, esistente;
- Santa Maria a Fibbiana, esistente;
- San Michele a Lignano (annesso a San Donato in Val di Botte);
- Santa Maria a Corte Nuova, esistente;
- San Martino a Pontorme, idem;
- San Michele nel Castello di Pontorme, idem;
- San Ponziano a Patrignone (cappellanìa curata nella stessa parrocchia della pieve d'Empoli);
- Santa Maria a Pagnana mina oltr'Arno, altrimenti detta a Spicchio, esistente;
- San Bartolommeo a Sovigliana oltr'Arno, esistente;
- Santa Maria a Petrojo oltr'Arno, esistente.

## Nella cultura di massa
L'interno e l'esterno della Collegiata sono stati utilizzati come location nel film La notte di San Lorenzo dei fratelli Taviani. Anche la scena del matrimonio del film il paradiso all'improvviso di Leonardo Pieraccioni è stato girato nella Collegiata.
Il disegno stilizzato della facciata della Collegiata è stato a lungo l'elemento connotante dello stemma sociale dell'Empoli Football Club, maggiore società calcistica della città toscana.